# Cmentarz żydowski w Bieczu
Cmentarz żydowski w Bieczu – kirkut znajdujący się w Bieczu przy ul. Tysiąclecia.
Cmentarz został założony w połowie XIX wieku i zajmuje ogrodzoną siatką powierzchnię 0,2 ha, na której zachowało się około dwudziestu nagrobków z piaskowca i betonu z inskrypcjami w języku hebrajskim i polskim. Na terenie cmentarza znajduje się kwatera żołnierzy żydowskich poległych podczas I wojny światowej, jest to austriacki Cmentarz wojenny nr 107 – Biecz na którym pochowano 3 żołnierzy austro-węgierskich, oraz zbiorowa mogiła Żydów rozstrzelanych na terenie nekropolii w latach 1941–1942.